# 八橋郡
八橋郡是過去屬於伯耆國的郡。已於1896年3月29日與河村郡、久米郡合併為東伯郡。

## 歷史
根據『和名抄』，八橋郡過去下轄方見、由良、荒木、古布、八橋、箆津等6鄉。

### 年表
- 1889年10月1日：實施町村制，八橋郡下轄：赤崎村、豐定村、保永村、以西村、安田村、逢束村、市勢村、伊勢崎村、下鄉村、古布庄村、三本杉村、上鄉村、八橋村、由良村、常盤村、瑞穗村、榮村、下中山村、上中山村。（19村）
- 1894年3月30日：豐定村改名為勝田村。
- 1896年3月29日：與河村郡、久米郡合併為東伯郡。